# Toto le héros
Toto le héros és una pel·lícula belga del 1991 (coproduïda amb França i Alemanya) pel director de cinema i guionista belga Jaco Van Dormael. Va guanyar el premi Càmera d'Or al Festival de Cinema de Canes el 1991, i el César a la millor pel·lícula estrangera el 1992. La pel·lícula va ser seleccionada com a entrada belga per al Millor pel·lícula en llengua estrangera als Premis Oscar de 1991, però no va ser acceptat com a nominada.

## Argument
Aparentment ambientada en un futur proper, la pel·lícula explica la història de la vida d'un home gran anomenat Thomas Van Hasebroeck (que s'ha batejat com a Toto, després d'una fantasia infantil), mirant enrere la seva vida normal i aparentment tranquil·la en un complex mosaic de flashbacks, intercalats amb fantasies sobre com els esdeveniments podrien haver resultat diferent. No sempre és possible distingir entre records adornats o fabricats i fantasies, ja que Thomas és un narrador poc fiable, però sí algunes escenes (com el fil narratiu que presenta a Toto com a agent secret) definitivament està fantasejat.
Thomas creu fermament que la seva vida li va ser "robada" per Alfred Kant, nascut al mateix temps que Thomas, que Thomas creu que es va canviar inadvertidament amb ell mateix quan era un nadó (normalment, la pel·lícula segueix sent ambigua sobre si aquesta substitució mai realment va passar, amb l'única prova de Thomas que era el seu aparent vívid record del dia en què va néixer). La gelosia de Thomas d'Alfred ha eclipsat tota la seva vida, sovint amb conseqüències tràgiques per als seus éssers estimats, i està planejant venjar-se. Al llarg de la major part de la pel·lícula, la seva pretensió de venjança pren la forma d'un complot per matar l'Alfred, però al final Thomas troba una manera més creativa i sorprenent de "recuperar" la seva vida.

## Repartiment
- Michel Bouquet com a Thomas (ancià)
- Jo De Backer com a Thomas (adult)
- Thomas Godet com a Thomas (nen)
- Gisela Uhlen com a Evelyne (dona vella)
- Mireille Perrier com a Evelyne (dona jove)
- Sandrine Blancke com a Alice
- Michel Robin com a Alfred (la veu d'un vell)
- Peter Böhlke com a Alfred (home vell)
- Didier Ferney com a Alfred (adult)
- Hugo Harold Harrison com a Alfred (nen)
- Fabienne Loriaux com la mare de Thomas
- Klaus Schindler com el pare de Thomas
- Pascal Duquenne com a Celestin (adult)
- Karim Moussati com a Celestin (nen)
- Didier De Neck com el Sr. Cant
- Christine Smeysters com a Sra. Cant
- Jo Deseure com a venedora
- Bouli Lanners com a gàngster

## Llançament
La pel·lícula està disponible en DVD al Regne Unit i a Europa continental. Es va estrenar en Blu-Ray al Regne Unit i als Estats Units l'agost de 2020 per Arrow Academy, amb documentals sobre la realització de la pel·lícula ('Memories of Hero') i a François Schuiten ('François Schuiten, Architect of an Unfinished Dream').

## Recepció
Vincent Canby va donar a la pel·lícula una crítica entusiasta a The New York Times, anomenant-la "una comèdia enormement enginyosa i agredolça" que "és alhora impactant i elegíaca". Va escriure que "la pel·lícula té la densitat d'un bon conte, escrit per un mestre que d'alguna manera aconsegueix crear un món a mida novel·la a través d'un estrany domini de l'el·lipse" i va lloar "l'extraordinari do de Van Dormael per a l'expressió simultània d'unes emocions totalment contradictòries". Variety va descriure la pel·lícula com "una barreja guanyadora de fantasia infantil i comèdia per a adults que és tan fresca com un croissant calent." Time Out la va considerar "una activitat immensament vibrant, pel·lícula inventiva i compassiu", i va afegir que, tot i que Van Dormael té "un ull enginyós per a l'absurd", ha arrelat la seva pel·lícula "en la realitat "emocional", de manera que la vida, els amors, els desitjos i les ansietats de Thomas assumeixen gran punyent." Roger Ebert va admetre que era "una pel·lícula interessant" i va remarcar que li hauria agradat més "si hagués estat més amarg i implacable; si algú com Bunuel l'hagués dirigit".
A l'agregador de ressenyes Rotten Tomatoes, la pel·lícula té una puntuació d'aprovació del 91%, basada en 11 ressenyes, i una puntuació mitjana de 7,7/10.
La pel·lícula va tenir 477.000 entrades a França i 500.000 d'Itàlia, el Regne Unit, Alemanya, els Països Baixos i Espanya.

## Distincions
- 1991 : Premi André-Cavens de l'Union de la critique de cinéma (UCC) a la millor pel·lícula belga
- 1991: Premi Joseph Plateau: millor actor (Michel Bouquet), millor actriu (Mireille Perrier), millor director (Jaco Van Dormael) i millor pel·lícula belga de l'any
- 1991: 44è Festival Internacional de Cinema de Canes: Premi del Públic Jove (pel·lícula estrangera) i Càmera d'or
- 1991: 4ts Premis del Cinema Europeu: millor actor (Michel Bouquet), millor fotografia (Walther van den Ende), millor guió (Jaco Van Dormael), revelació cinematogràfica de l'any (Jaco van Dormael)
- 1992: BAFTA a la millor pel·lícula: nominació a la millor pel·lícula no anglesa
- 1992: César a la millor pel·lícula estrangera
- 1992: Fantasporto (Premi Internacional de Cinema Fantastic): millor pel·lícula i millor guió per a Jaco Van Dormael
- 1999: Premi Joseph Plateau: millor guió belga 1984-1999 (Jaco Van Dormael)